# 1945 en dadaïsme et surréalisme
Pour l'année, voir 1945.
 Chronologie de dada et du surréalisme 
- 1941
- 1942
- 1943
- 1944
- 1945
- 1946
- 1947
- 1948
- 1949

Cet article présente les faits marquants de l'année 1945 en dadaïsme et surréalisme.

## Éphémérides

### Janvier
- 9 janvier
Exposition à la galerie Pierre Matisse à New York des Constellations de Joan Miró : série de gouaches[1].

- Envoyé par les journaux Combat et Le Figaro, Jean-Paul Sartre rencontre André Breton[2].

### Février
- 16 février
André Breton, Rose pour Elisa[réf. nécessaire]

- À Bruxelles, publication de La Terre n'est pas une vallée de larmes à l'initiative de Christian Dotremont et Marcel Mariën, anthologie regroupant des ]textes écrits entre 1942 et 1945[3].

- Première exposition d'Arshile Gorky à New York dont la préface du catalogue est de Breton : « Le ressort de l'œil […] Arshile Gorki est pour moi le premier peintre à qui se soit entièrement dévoilé ce secret. L'œil […] est fait pour jeter un linéament, pour faire passer un fil conducteur entre les choses d'aspect le plus hétérogène. »[4]

### Avril
- 2 avril
Publication à New York d'une nouvelle édition actualisée de l'essai d'André Breton Le Surréalisme et la peinture aux éditions Brentano's. À cette occasion, la vitrine du libraire est décorée par Marcel Duchamp et Enrico Donati[5]. Jugée scandaleuse par Brentano, la vitrine est remontée dans une autre librairie[6].

### Juin
- 8 juin
Mort de Robert Desnos au camp de concentration de Theresienstadt en Tchécoslovaquie[7].

### Juillet
- Pour de questions pratiques (divorce d'avec Jacqueline Lamba), André Breton se rend à Reno, dans le Nevada. Il visite les réserves des Indiens Hopis. Ayant emporté des œuvres de Charles Fourier, il compose l'Ode à Charles Fourier[2].

- 31 juillet
Breton et Elisa Claro se marient[2].

### Septembre
- Maurice Nadeau, Histoire du surréalisme[8].

### Octobre
- Parution du premier numéro de la revue Troisième convoi dirigée par Michel Fardoulis-Lagrange. On y relève la participation d'Antonin Artaud, Georges Bataille, Yves Bonnefoy, René Char, Roger Gilbert-Lecomte, Francis Picabia et Raoul Ubac[9]

### Novembre
- 15 novembre
Dans un café de Bruxelles, des surréalistes belges veulent se rapprocher des communistes. Ils décident de créer une revue La Centrale dont la direction sera assurée par Paul Bourgoignie, Achille Chavée, Marcel Arents et Marcel Broodthaers[10].

### Décembre
- 4 décembre
André Breton arrive à Port-au-Prince (Haïti) : « J'accédais presque sans transition à l'un de ces sites élus qui sont la tentation permanente et le grand reposoir de la pensée poétique »[11]. Par l'entremise de Pierre Mabille, conseiller culturel de l'Ambassade de France, il assiste à plusieurs cérémonies vaudou[12].

- 15 décembre
Exposition Surréalisme organisée par René Magritte, à Bruxelles, à la galerie des Éditions La Boétie[13]:
Conférences de Marcel Mariën : Le Surréalisme en 1945 et d'Achille Chavée : Points de repères.
Quelques œuvres jugées « provocantes » tel un sapin de Noël garni de croix gammées (L'Arbre du Bien et du Mal de Christian Dotremont), des fragments de miroir encadrés et intitulés Portrait de l'artiste (réalisés par Magritte) et quelques tracts anonymes intitulés L'Imbécile, L'Emmerdeur et L'Enculeur[14] causent des réactions hostiles de la critique qui désire « tourner la page du surréalisme ».
Même au sein du groupe, Chavée désapprouve ces tracts. Ce qui lui vaut la réplique de Mariën et Magritte : « […] il est visible que pour emmerder les charognes on ne saurait jamais exagérer » et de Jacques Denis, l'un des auteurs des tracts : « Mais nous connaissons l'humour et nous ne sommes pas des gens sérieux. Nous espérons jamais le devenir. »[15]

### Cette année-là
- Exposition André Breton, Wifredo Lam et Pierre Mabille à Fort-de-France (Martinique).[réf. nécessaire]

- En Belgique, Paul Bourgoignie et Achille Chavée publient un numéro spécial de l'hebdomadaire Salut public consacré au surréalisme et tente de rassembler « tous ceux dont il était permis de considérer qu'étant acquis à certains principes, il n'est pas exclus d'envisager entre eux un travail commun. »[16]

- André Stil publie une brochure intitulée L'Avenir du surréalisme. Dans une lettre adressée à Noël Arnaud, il écrit : « On dépasse le surréalisme en comprenant qu'il dépasse son temps et en s'appuyant sur cet avenir pour mieux vivre dans son temps. Lénine n'aurait pas compris le surréalisme autrement. »[17]

### Œuvres
- René Bélance
  - Épaule d'ombre, poèmes[18]
- Hans Bellmer
  - Céphalopode 1900, huile sur toile
- Victor Brauner
  - Le Lion double, huile sur toile[19]
- André Breton
  - Arcane 17, récit, Éditions du Sagittaire[20]. « C'est la révolte même, la révolte seule qui est créatrice de lumière. Et cette lumière ne peut se connaître que trois voies : la poésie, la liberté et l'amour qui doivent inspirer le même zèle et converger, à en faire la coupe même de la jeunesse éternelle, sur le point le moins découvert et le plus illuminable du cœur humain. »
  - Rose pour Elisa, décalcomanie, encre sur papier[21]
- Pol Bury
  - L'Étourdie, huile sur toile[22]
- Leonora Carrington
  - Les Distractions de Dagobert, huile sur toile[23]
- Salvador Dalí
  - L'Apothéose d'Homère, huile sur toile[24]
- Frédéric Delanglade
  - Chat sur toit, huile sur toile[25]
- Christian Dotremont
  - L'Arbre du Bien et du Mal, objet[26]
- Christian Dotremont & Marcel Mariën
  - La Terre n'est pas une vallée de larmes, anthologie de textes écrits entre 1942 et 1945[27].
- Max Ernst
  -  La Tentation de saint Antoine, huile sur toile[28]
- Esteban Francès
  - Quelques corps étrangers, gouache, encre de Chine et collage sur papier[29]
- Arshile Gorky
  - Étreinte, huile sur toile[30]
  - Landscape table, huile sur toile[31]
- Jindrich Heisler
  - Sur les aiguilles de nos jours, poèmes[32]
- Georges Henein
  - Pour un conscience sacrilège, poèmes[33]
- Jacques Hérold
  - La Forêt, huile sur toile
- Morris Hirshfield
  - Le Peintre et son modèle, huile sur toile. Breton : « Premier grand peintre purement médianimique. »[34]
- Frida Kahlo
  - Sans espoir, huile sur toile[réf. nécessaire]
- Wifredo Lam
  - Canaïmahuile sur toile[35]
  - La Réunion, huile et craie sur papier marouflé sur toile[36]
- Marcel Lefrancq
  - La Dialectique, épreuve argentique[37]
  - Les Onze mois de la bonne année, collage, œuvre commencée en 1939[38]
  - Les Problèmes d'Archimède, dessin : crayons de couleur, mine noire, gouache[39]
- Marcel Mariën
  - La Traversée du rêve, tableau-objet[40]
- Roberto Matta
  - Le Poète (ou Un poète de notre connaissance), huile sur toile[41]
  - Xspace and the ego, huile sur toile[42]
- Joan Miró
  - Constellations, regroupement de 22 gouaches réalisées entre janvier 1940 et septembre 1941[43]
- Jules Monnerot
  - La Poésie moderne et le Sacré[réf. nécessaire]
- Maurice Nadeau
  - Histoire du surréalisme, essai[44]
- Wolfgang Paalen
  - Les Cosmogones, huile sur toile[réf. nécessaire]
- Valentine Penrose
  - Martha's opera, roman épistolaire[45]
- Benjamin Péret
  - Le Déshonneur des poètes, pamphlet, publié à Mexico[46]
- Pablo Picasso
  - Vénus du gaz, objet : brûleur de fourneau à gaz dressé à la verticale[47]
- Louis Scutenaire
  - Mes inscriptions, aphorismes[48]
- Yves Tanguy
  - Là ne finit pas encore le mouvement, huile sur toile
  - La Rapidité du sommeil, huile sur toile[49]
- Toyen
  - À la lisière, huile sur toile[50]
- Clovis Trouille
  - Le Rêve d'Alice (dans un fauteuil), huile sur toile[51]
- Mary Wykeham
  - Prism head, huile sur panneau[52]